# Leuleu Mitem
Leuleu Mitem är en kulle i Indonesien.   Den ligger i provinsen Aceh, i den västra delen av landet, 1 600 km nordväst om huvudstaden Jakarta. Toppen på Leuleu Mitem är 175 meter över havet. Leuleu Mitem ligger på ön Pulau Simeulue.
Terrängen runt Leuleu Mitem är kuperad västerut, men österut är den platt.Runt Leuleu Mitem är det ganska glesbefolkat, med 22 invånare per kvadratkilometer. I omgivningarna runt Leuleu Mitem växer i huvudsak städsegrön lövskog.